# Mark Siebeck
Mark Siebeck (* 14. Oktober 1975 in Schkeuditz, DDR) ist ein ehemaliger deutscher Volleyball-Nationalspieler.

## Karriere
Mark Siebeck begann seine Laufbahn bei den Leipziger Vereinen Turbine und SC. 1998 wechselte er zum VfB Friedrichshafen, mit dem er ein Jahr später das „Double“ holte und 2000 erneut Deutscher Meister wurde. Dann kehrte er zurück in seine sächsische Heimat und spielte bis 2002 beim VV Leipzig. In dieser Zeit war er mit der A-Nationalmannschaft bei der EM 2001 in Tschechien. Anschließend ging er nach Polen, wo er mit PZU AZS Olsztyn zweimal Vizemeister wurde. Als Legionär erlebte er auch seine zweite EM in Deutschland. In der Saison 2006/07 spielte er bei AZS Warschau. Mit der Nationalmannschaft erreichte Mark Siebeck bei der WM in Japan den neunten Rang. Da sein polnischer Verein in finanzielle Schwierigkeiten geriet, wechselte er in die Türkei zu Halkbank Ankara. Mit der Nationalmannschaft erreichte er bei den Olympischen Spielen in Peking im August 2008 den neunten Platz. Danach wechselte er nach Italien zu Trenkwalder Modena und 2009 wieder in die Türkei zu Beşiktaş Istanbul. Ab 2010 spielte Mark Siebeck wieder in der Bundesliga beim CV Mitteldeutschland, wo er 2012 seine Karriere beendete.

## Privat
Mark Siebeck ist der Sohn des Leichtathleten Frank Siebeck, der 1971 Europameister über 110 Meter Hürden wurde. Außerdem ist er der Onkel von Alexander Siebeck.